# فرانكلينتون (كارولاينا الشمالية)
فرانكلينتون (بالإنجليزية: Franklinton, North Carolina)‏ هي بلدة أمريكية تقع في الولايات المتحدة في مقاطعة فرانكلن، كارولاينا الشمالية. يقدر عدد سكانها بـ 2,023 نسمة ومساحتها 2.9 كم2 ووترتفع عن سطح البحر 125 متر.

## التركيبة السكانية
حدّد مكتب تعداد الولايات المتحدة بيانات التركيبة السكانية لفرانكلينتون في تعداد الولايات المتحدة. في ما يلي، التركيبة السكانية حسب تعدادي 2000 و2010.

### تعداد عام 2000
بلغ عدد سكان فرانكلينتون 1,745 نسمة بحسب تعداد عام 2000، وبلغ عدد الأسر 722 أسرة وعدد العائلات 481 عائلة مقيمة في البلدة. في حين سجلت الكثافة السكانية 420.5 نسمة لكل كيلومتر مربع (1,089.1/ميل2). وبلغ عدد الوحدات السكنية 832 وحدة بمتوسط كثافة قدره 200.5 لكل كيلومتر مربع (519.3/ميل2).
وتوزع التركيب العرقي للبلدة بنسبة 57.08% من البيض و40.86% من الأمريكيين الأفارقة و0.06% من الأمريكيين الأصليين و0.17% من الأمريكيين ذوي الأصول الآسيوية و0.06% من سكان جزر المحيط الهادئ و1.03% من الأعراق الأخرى و0.74% من عرقين مختلطين أو أكثر و2.01% من الهسبانيون أو اللاتينيون من أي عرق.
بلغ عدد الأسر 722 أسرة كانت نسبة 34.2% منها لديها أطفال تحت سن الثامنة عشر تعيش معهم، وبلغت نسبة الأزواج القاطنين مع بعضهم البعض 39.1% من أصل المجموع الكلي للأسر، ونسبة 22.2% من الأسر كان لديها معيلات من الإناث دون وجود شريك،  بينما كانت نسبة 5.4% من الأسر لديها معيلون من الذكور دون وجود شريكة وكانت نسبة 33.4% من غير العائلات. تألفت نسبة 30.3% من أصل جميع الأسر من عدة أفراد يعيشون في نفس المنزل ونسبة 14.5% كانت تتألف من شخص يعيش بمفرده يبلغ من العمر 65 عاماً أو أكثر. وبلغ متوسط حجم الأسرة المعيشية 2.41، أما متوسط حجم العائلات فبلغ 2.98.
بلغ العمر الوسطي للسكان 36.8 عاماً. وكانت نسبة 25.8% من القاطنين تحت سن الثامنة عشر، وكانت نسبة 8.5% بين الثامنة عشر والرابعة والعشرين عاماً، ونسبة 26.2% كانت واقعةً في الفئة العمرية ما بين الخامسة والعشرين والرابعة والأربعين عاماً، ونسبة 22.2% كانت ما بين الخامسة والأربعين والرابعة والستين، ونسبة 17.2% كانت ضمن فئة الخامسة والستين عاماً فما فوق. يوجد لكل 100 أنثى 80.8 ذكر، ويوجد لكل 100 أنثى في الثامنة عشر من عمرها فما فوق 75.9 ذكر.
بلغ متوسط دخل الأسرة في البلدة 28,571 دولارًا، أما متوسط دخل العائلة فبلغ 34,412 دولارًا. وكان متوسط دخل الذكور 29,297 دولارًا مقابل 24,239 دولارًا للإناث. وسجل دخل الفرد الخاص بالبلدة 14,373 دولارًا. وكانت نسبة 14.8% من العائلات ونسبة 19.6% من السكان تحت خط الفقر، وكان من هؤلاء نسبة 25.5% تحت سن الثامنة عشر ونسبة 21.7% في الخامسة والستين من العمر وما فوق.

### تعداد عام 2010
بلغ عدد سكان فرانكلينتون 2,023 نسمة بحسب تعداد عام 2010، وبلغ عدد الأسر 876 أسرة وعدد العائلات 551 عائلة مقيمة في البلدة. في حين سجلت الكثافة السكانية 487.5 نسمة لكل كيلومتر مربع (1,262.6/ميل2). وبلغ عدد الوحدات السكنية 1,008 وحدة بمتوسط كثافة قدره 242.9 لكل كيلومتر مربع (629.1/ميل2).
وتوزع التركيب العرقي للبلدة بنسبة 55.76% من البيض و40.83% من الأمريكيين الأفارقة و0.15% من الأمريكيين الأصليين و0.20% من الأمريكيين ذوي الأصول الآسيوية و0.74% من الأعراق الأخرى و2.32% من عرقين مختلطين أو أكثر و4.10% من الهسبانيون أو اللاتينيون من أي عرق.
بلغ عدد الأسر 876 أسرة كانت نسبة 28.3% منها لديها أطفال تحت سن الثامنة عشر تعيش معهم، وبلغت نسبة الأزواج القاطنين مع بعضهم البعض 35.8% من أصل المجموع الكلي للأسر، ونسبة 21.7% من الأسر كان لديها معيلات من الإناث دون وجود شريك،  بينما كانت نسبة 5.4% من الأسر لديها معيلون من الذكور دون وجود شريكة وكانت نسبة 37.1% من غير العائلات. تألفت نسبة 33.1% من أصل جميع الأسر من عدة أفراد يعيشون في نفس المنزل ونسبة 16.1% كانت تتألف من شخص يعيش بمفرده يبلغ من العمر 65 عاماً أو أكثر. وبلغ متوسط حجم الأسرة المعيشية 2.31، أما متوسط حجم العائلات فبلغ 2.92.
بلغ العمر الوسطي للسكان 41.4 عاماً. وكانت نسبة 22% من القاطنين تحت سن الثامنة عشر، وكانت نسبة 8% بين الثامنة عشر والرابعة والعشرين عاماً، ونسبة 24% كانت واقعةً في الفئة العمرية ما بين الخامسة والعشرين والرابعة والأربعين عاماً، ونسبة 27.4% كانت ما بين الخامسة والأربعين والرابعة والستين، ونسبة 18.5% كانت ضمن فئة الخامسة والستين عاماً فما فوق. وتوزع التركيب الجنسي للسكان بنسبة 45.8% ذكور و54.2% إناث.

## أعلام
- هنري بيبي
- جاك جونسون
- ويلبر ويد كارد